# Tipula (Lunatipula) hirsuticauda
Tipula (Lunatipula) hirsuticauda is een tweevleugelige uit de familie langpootmuggen (Tipulidae). De soort komt voor in het Palearctisch gebied.